# Three Days (singolo Pat Green)
Three Days è un singolo del cantautore statunitense Pat Green, pubblicato il 26 gennaio 2002 come secondo estratto dal primo album in studio Three Days.

## Video musicale
Nel videoclip si vede il cantante suonare in concerto.